# Jale Arıkan

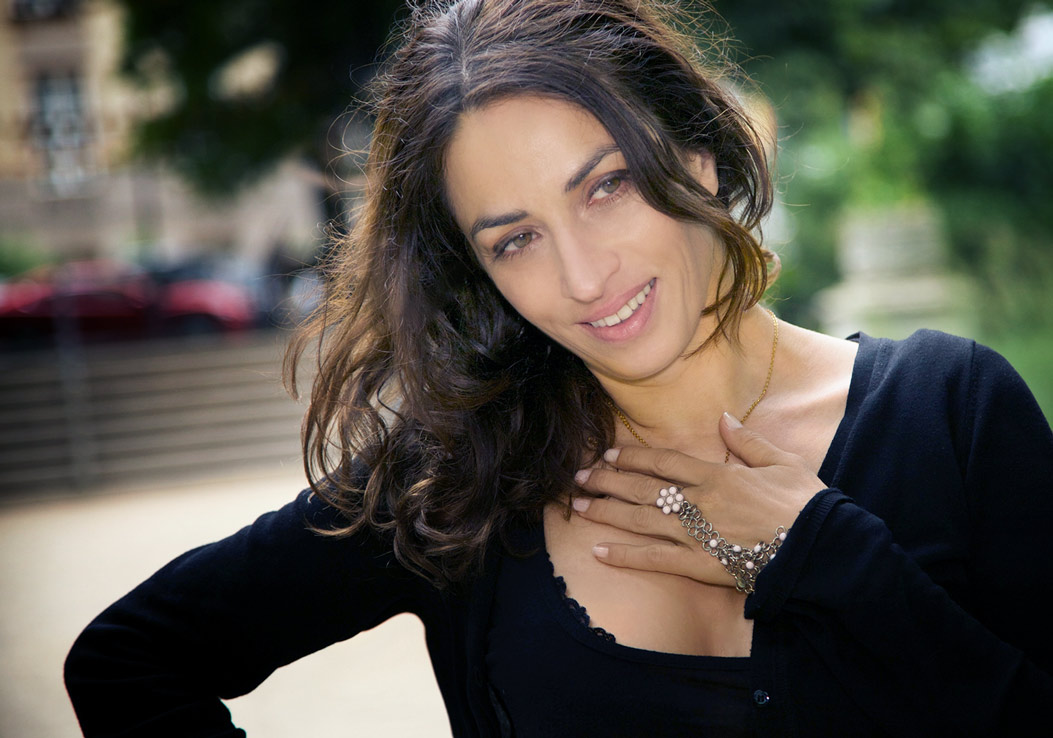
Jale Arıkan

Jale Arıkan (anhörenⓘ* 22. August 1969 in Istanbul) ist eine deutsch-türkische Schauspielerin.

## Leben
Arıkan lebt und arbeitet in Deutschland und der Türkei. In Deutschland spielt sie meist in Krimis und Dramen. Sie hatte mehrere Rollen in Fernsehserien wie Tatort, Wolffs Revier, Ein Fall für zwei, Hotel Paradies und Abschnitt 40. Auch im ARD/ZDF-Mittagsmagazin hatte sie in den frühen 1990er Jahren eine Zeit lang Kurzauftritte im Nachrichten- und Magazinblock.
International trat sie an der Seite von Dennis Hopper und Elizabeth Hurley in Nicolas Roegs Die Bibel – Samson und Delila in Erscheinung. Von Januar 2009 bis Dezember 2010 spielte sie in Dahoam is Dahoam die Rolle der Yıldız Keşoğlu.
2012 spielte sie die Hauptrolle in der türkischen Produktion Zerre (englischer Titel Particle) von Erdem Tepegöz. Für diesen Film erhielt sie beim 35. Moskau International Film Festival den silbernen George für die beste weibliche Darstellerin. Bei dem Türkischen Filmfestival Frankfurt 2014 wurde sie ebenso für diesen Film als beste Schauspielerin ausgezeichnet.

## Filmografie (Auswahl)
- 1987: Ein Fall für zwei – Ayla (Fernsehserie)
- 1988: Ein Fall für zwei – Alte Liebe (Fernsehserie)
- 1989: Rivalen der Rennbahn – Gewitterwolken (Fernsehserie)
- 1990: Tatort – Tod einer Ärztin (Fernsehserie)
- 1990: Hotel Paradies (Fernsehserie, 16 Folgen)
- 1992: Ein Fall für zwei – Schweigen ist Geld (Fernsehserie)
- 1992: Tatort – Stoevers Fall
- 1993: Glückliche Reise – Portugal (Fernsehserie)
- 1994: Nacht der Frauen
- 2004: Lautlos
- 2004: Typisch Mann! (Fernsehserie)
- 2007: Ein starkes Team – Stumme Wut (Fernsehserie)
- 2009:  Kommissar Stolberg – Die Nacht vor der Hochzeit (Fernsehserie)
- 2009: Tatort – … es wird Trauer sein und Schmerz
- 2009: SOKO Leipzig – Damenwahl (Fernsehserie)
- 2009–10: Dahoam is Dahoam (Fernsehserie)
- 2010: Der Kriminalist – Schuld und Sühne (Fernsehserie)
- 2012: Tatort – Es ist böse
- 2012: Veda: Esir Şehir’de Bir Konak
- 2012: Zerre (Particle)
- 2013: Papa auf Probe (Fernsehfilm)
- 2014: Der Lehrer – Sie haben einen Arzt geschlagen? (Fernsehserie)
- 2014: Kiraz Mevsimi (Fernsehserie)
- 2015: Letzte Spur Berlin – Hochvirulent (Fernsehserie)
- 2016: Die Flucht
- 2017: Es war einmal in Deutschland …
- 2017: Tas
- 2017–2018: Fi (Fernsehserie, 8 Folgen)
- 2018: Phantomschmerz
- 2019: Baglilik Asli
- 2019: Karinca
- 2019: Deutschland ist… Heim
- 2020: Das letzte Wort (Fernsehserie, 2 Folgen)
- 2020: Der gute Bulle – Nur Tote reden nicht (Fernsehreihe)
- 2020: Notes of Berlin
- 2021: Das Leben ist kein Kindergarten – Umzugschaos
- 2021: Kerr
- 2021: Immer der Nase nach
- 2021: All you need – Unter Wasser (Fernsehserie)
- 2021: Nie zu spät (Fernsehfilm)
- 2021: SOKO Wismar – Meine kleine Online-Farm (Fernsehserie)
- 2022: Fritzie – Der Himmel muss warten (Fernsehserie, 2 Folgen)
- seit 2022: Jenseits der Spree (Fernsehserie)
- 2023: Die Chefin: Höhenrausch (Fernsehserie)
- 2023: Morden im Norden – Nur eine Dummheit (Fernsehserie)
- 2023: SOKO Leipzig: Schlag für Schlag (Fernsehserie)
- 2024: Ellbogen